# Richard Rich
Richard James Rich (ur. 1951) – amerykański reżyser filmów animowanych, scenarzysta, producent.
Richard Rich zaczynał w latach 70. w The Walt Disney Company po tym, jak założyciel firmy, Walt Disney, zmarł. Pracował z jego następcą jako szef animacji, lecz wyreżyserował wtedy tylko dwa filmy: Lis i Pies oraz Taran i magiczny kocioł.
Po roku 1985 zakończył pracę w Disneyu i otworzył własne studio Rich Animation Studios (później znane jako RichCrest Animation Studios). Jego najpopularniejszy film to Księżniczka łabędzi, musical oparty na balecie Jezioro łabędzie, do którego powstały dwie kontynuacje: Księżniczka łabędzi II: Tajemnica zamku oraz Księżniczka łabędzi III: Skarb czarnoksiężnika.

## Filmografia
reżyser
- 2005 - Signs of the Time
- 2005 - Beethoven
- 2004 - Worthy Is the Lamb
- 2003 - Messiah Come!
- 2003 - Parables of Jesus
- 2002 - Muhammad: Tha Last Prophet
- 2001 - Lord, I Believe
- 2001 - The Lord's Prayer
- 2001 - Łabędzie nutki
- 2000 - Lazarus Lives
- 2000 - The Scarecrow
- 1999 - The Lost Is Found
- 1999 - The King and I
- 1998 - Księżniczka łabędzi III: Skarb czarnoksiężnika
- 1997 - Księżniczka łabędzi II: Tajemnica zamku
- 1997 - Galileo
- 1997 - The Gratest Is the Least
- 1997 - Marco Polo
- 1997 - Marie Curie
- 1996 - Bread from Heaven
- 1996 - Harriet Tubman
- 1996 - Helen Keller
- 1996 - Joan of Arc
- 1996 - Leonardo Da Vinci
- 1996 - Maccabees
- 1996 - The Wright Brothers
- 1995 - Alexander Graham Bell
- 1995 - David & Goliath
- 1995 - Jesus, the Son of God
- 1995 - Louis Pasteur
- 1995 - Solomon
- 1995 - Joseph's Reunion
- 1994 - Księżniczka łabędzi
- 1994 - Pocahontas
- 1994 - Ruth
- 1994 - Elisha
- 1993 - Abraham Lincoln
- 1993 - Benjamin Franklin
- 1993 - Daniel
- 1993 - Elijah
- 1993 - Esther
- 1993 - Florence Nightingale
- 1993 - Samuel
- 1993 - Thomas Edison
- 1993 - Moses
- 1992 - George Washington
- 1992 - William Bradford
- 1992 - Abraham and Isaac
- 1992 - Joseph in Egypt
- 1992 - The Ministry of Paul
- 1991 - Christpoher Columbus
- 1991 - The Kingdom of Heaven
- 1991 - Forgive Us Our Debts
- 1991 - Treasures in Heaven
- 1991 - John the Baptist
- 1991 - The Righteous Judge
- 1991 - Saul of Tarsus
- 1989 - The Good Samaritan
- 1989 - The Miracles of Jesus
- 1989 - Ammon, Missionary to the Lamanites
- 1988 - The Prodigal Son
- 1988 - He Is Risen
- 1987 - The King Is Born
- 1987 - Taran i magiczny kocioł
- 1981 - Lis i Pies

producent
- 2010 - Alpha and Omega
- 2001 - Łabędzie nutki
- 2000 - Lazarus Lives
- 2000 - Scarecrow
- 1998 - Księżniczka łabędzi III: Skarb czarnoksiężnika
- 1997 - Księżniczka łabędzi II: Tajemnica zamku
- 1996 - Bread from Heaven
- 1996 - Leonardo Da Vinci
- 1996 - The Wright Brothers
- 1995 - Jesus, the Son of God
- 1995 - Joseph's Reunion
- 1994 - Księżniczka łabędzi
- 1993 - Elijah
- 1993 - Moses
- 1992 - Abraham and Isaac
- 1992 - Joseph in Egypt
- 1991 - The Kingdom of Heaven
- 1990 - John the Baptist
- 1989 - The Good Samaritan
- 1989 - The Miracles of Jesus
- 1989 - Ammon, Missionary to the Lamanites
- 1988 - The Prodigal Son
- 1988 - He Is Risen
- 1987 - The King Is Born

scenarzysta
- 2000 - Scarecrow
- 1998 - Księżniczka łabędzi III: Skarb czarnoksiężnika
- 1997 - Księżniczka łabędzi II: Tajemnica zamku
- 1994 - Księżniczka łabędzi
- 1987 - Taran i magiczny kocioł